# Heather Gottlieb
Heather Gottlieb – amerykańska aktorka filmowa i telewizyjna

## Wybrana filmografia
- Loving Jezebel (1999) jako Nina Clarise
- Edge City (1998) jako Cherie
- Childhood's End (1997) jako Rebecca Meyer
- Born into Exile (1997) jako Rosie
- Słodkie zmartwienia (1996–1997) jako Tai Frasier
- Parallel Sons  (1996) jako Kristen Mott
- Bez powrotu (1996) jako Candy
- Magical Make-Over (1994) jako Jody